# Рифреддо
Рифреддо (итал. Rifreddo) — коммуна в Италии, располагается в регионе Пьемонт, в провинции Кунео.
Население составляет 1061 человек (2008 г.), плотность населения составляет 177 чел./км². Занимает площадь 6 км². Почтовый индекс — 12030. Телефонный код — 0175.
Покровителем населённого пункта считается святой San Luigi.

## Демография
Динамика населения:

## Администрация коммуны
- Официальный сайт: http://www.comune.rifreddo.cn.it/